# 酒井忠績
酒井 忠績（さかい ただしげ）は、江戸時代末期の大名、明治時代の日本の華族（男爵）。
雅楽頭系酒井氏21代目の当主で、幕末に播磨姫路藩第8代藩主となり、江戸幕府最後の大老を務めた。慶応3年（1867年）に弟忠惇に家督を譲り、明治13年（1880年）に姫路酒井家から忠惇とそれぞれに分家、明治22年（1889年）に揃って華族の男爵に列せられた。

## 来歴
姫路藩分家の旗本・酒井忠誨（5000石）の長男として生まれる。本家の姫路藩主・酒井忠顕に子がなかったため、その養子となり、万延元年（1860年）に家督を相続する。
文久2年（1862年）5月、幕命により京都守衛と京都所司代臨時代行の特命を帯びて上洛・入京した。安政の大獄期に京都所司代に就任した若狭小浜藩主・酒井忠義は、万延元年に桜田門外の変で大老井伊直弼が暗殺された後も引き続きその職にあり、罷免を朝廷から要求されていた。幕府は忠義を罷免し、後任として大坂城代の松平宗秀を内定したが、宗秀も安政の大獄当時は寺社奉行の任にあり直弼の信任が非常に厚かったため、朝廷は宗秀の所司代就任にも内諾を与えなかった。このため所司代職は空席という、開幕以来の異常事態となっていた。このため、9月末に牧野忠恭が後任の所司代として正式に承認されるまで4か月間、臨時所司代の任にあたった。
京都市中警備の功績により、文久3年（1863年）6月18日に老中首座となる。老中就任後は兵庫開港をめぐって朝廷対策に奔走する一方、年末に14代将軍徳川家茂の上洛が決定すると、常陸水戸藩主徳川慶篤、武蔵忍藩主松平忠誠と共に江戸城留守居役を命じられる。ちょうど1年後の元治元年（1864年）6月18日に老中職を退いたが、8か月後の元治2年（慶応元年、1865年）2月1日には大老となった。そして第二次長州征討の事後処理、幕府軍の西洋式軍制の導入など、幕政改革に尽力した。一方、藩内で台頭してきた尊王論に対しては「徳川家譜代の臣として幕府と存亡をともにするのが道理である」とし、元治元年に重臣・河合屏山を幽閉して多数の尊王派を粛清する「甲子の獄」と呼ばれる事件を起こしている。
慶応3年（1867年）2月に隠居し、次弟で養子の忠惇に家督を譲る。ところが戊辰戦争の際に鳥羽・伏見の戦いの責任を問われた忠惇は江戸で蟄居、同じく江戸にいた忠績も謹慎をしていたが、憤懣やるかたない忠績は慶応4年（1868年）5月5日に江戸城の新政府軍大都督府に対して、謹慎の姿勢を貫いている徳川家の処遇への不満と共に、酒井家は徳川家譜代の家臣であり、徳川家との主従関係を断ち切ってまで朝廷に仕えるのは君臣の義に反するので、この際所領を返上したいとする嘆願書を提出する。対応に苦慮した新政府は、忠惇に代わり遠縁の伊勢崎藩主家から急遽養子に入って酒井宗家を相続した最後の藩主・酒井忠邦に忠績の翻意を促すよう命じるが、いまだ姫路藩の最高意思決定者を自負する忠績はもとより遠縁の別家から養子に入ったばかりの数え15歳の忠邦の言葉に聞く耳を持つ道理もなく、忠惇までもが忠績の考えに賛同する有様で埒があかなかった。立場をなくした姫路藩は新政府に迫られるままに藩内の佐幕派の粛清に乗り出し、忠績・忠惇の側近を一掃した（「戊辰の獄」）。改元あって明治元年となった直後の同年9月14日、忠績は実弟の静岡藩士・酒井忠恕方での同居が認められ、これで事態はやっと収拾された（後に忠惇もこの忠恕方に預けられている）。
明治13年（1880年）11月、終身華族となる。明治22年（1889年）5月には忠邦の子・酒井忠興の酒井伯爵家とは別に一家を立てることが許されて、永世華族に列して男爵を授けられた。明治28年（1895年）に死去、享年68。墓地は染井霊園であるが、近年、無縁墓となり、撤去が予定されている。

## 経歴
- 文政10年6月19日（1827年7月12日）、生誕
- 万延元年（1860年）
  - 10月14日（11月26日）、養父・忠顕卒去。
  - 12月9日（1861年1月19日）、遺領を継ぎ、播磨姫路藩主となり、位階は四品格。座次は溜間格となる。
- 文久元年3月22日（1861年5月1日）、従五位下・雅楽頭に叙任。同日、従四位下に昇叙し、侍従遷任。雅楽頭兼帯留任。また、溜間詰となる。
- 文久2年（1862年）5月、上京し、同年9月末まで京都所司代の職務を臨時に代行する。
- 文久3年（1863年）
  - 6月18日（8月2日）、老中に就任し、ただちに上座となる。
  - 10月11日（11月21日）、勝手掛、海陸御備向掛も兼ねる。
  - 11月5日（12月15日）、将軍・徳川家茂上洛に伴い、当該御用並びに御供となる。
- 元治元年6月18日（1864年7月21日）、老中御役御免となり、溜間詰。
- 元治2年（1865年）
  - 1月15日（2月10日）、左近衛権少将に転任。雅楽頭の兼帯留任。
  - 2月1日（2月26日）、大老に就任。
- 慶応元年（1865年）
  - 11月12日（12月29日）、大老御役御免となり、溜間詰。
- 慶応3年2月28日（1867年4月2日）、隠居。
- 明治22年（1889年）3月2日、男爵を授爵。
- 明治28年（1895年）11月30日、死去。享年68。

## 栄典
- 1889年（明治22年）5月11日 - 男爵[7]

## 登場作品
- 青天を衝け（2021年、NHK大河ドラマ、演：小山力也）

## 参考資料
- 霞会館華族家系大成編輯委員会『平成新修旧華族家系大成 上巻』霞会館、1996年（平成8年） エラー: 日付が正しく記入されていません。（説明）。ISBN 978-4642036702。
- 『柳営補任』
- 『内閣文庫蔵 諸侯年表』東京堂出版
- 『増補幕末明治重職補任・附諸藩一覧』東京大学出版会
- 水谷憲二『戊辰戦争と「朝敵」藩-敗者の維新史-』八木書店、2011年。
- 「東京都よりのお知らせ」東京都、2016年、染井霊園所在。

| 日本の爵位    | 日本の爵位                                           | 日本の爵位    |
| ------------- | ---------------------------------------------------- | ------------- |
| 先代 叙爵     | 男爵 （姫路）酒井家（忠績分家） 初代 1889年 - 1895年 | 次代 酒井忠弘 |
| 当主          |                                                      |               |
| 先代 ―        | 酒井忠績家 初代 1880年 - 1895年                      | 次代 酒井忠弘 |
| 先代 酒井忠顕 | 酒井雅楽頭家 21代 1860年 - 1867年                    | 次代 酒井忠惇 |